# Herman Tømmeraas

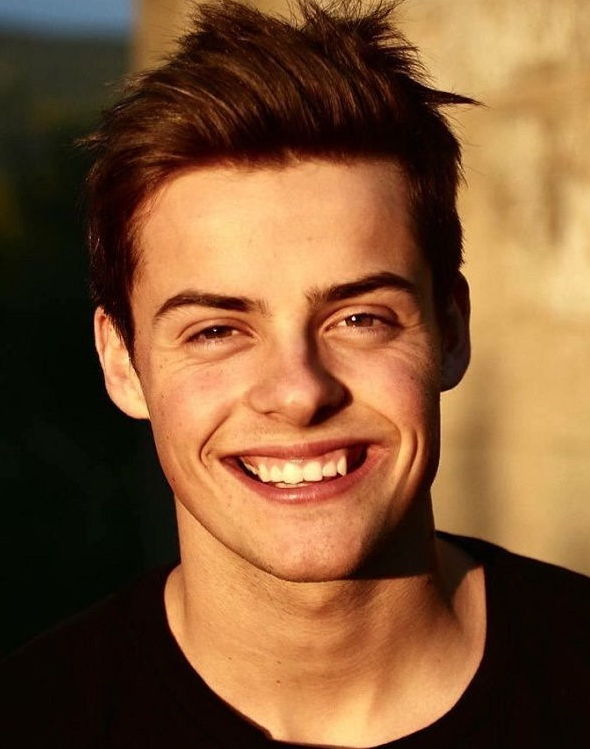
Herman Tømmeraas (2021)

Herman Tømmeraas (* 2. April 1997 in Norwegen) ist ein norwegischer Tänzer und Schauspieler.

## Leben und Karriere
Tømmeraas tanzt seit seinem siebten Lebensjahr und lebt in Solbergelva. Nachdem er 2008 in dem Kurzfilm Arkitektene zu sehen war, spielte er 2011 in der Serie Stikk mit. Seit 2015 war er an weiteren Serien beteiligt. Größere Bekanntheit erlangte er erstmals durch sein Mitwirken an der Jugendserie Skam, in der er bis 2017 auftrat. Anschließend schloss er sich ein Jahr dem norwegischen Militär an, bevor er ab 2018 in der Fernsehserie Semester mitwirkte, wo er nun auch die Hauptrolle spielte. Seit dem Jahr 2020 spielt er in der Netflix-Serie Ragnarök den Fjor. Im Film Ninjababy von Yngvild Sve Flikke, der im März 2021 beim South by Southwest Film Festival seine internationale Premiere feierte, spricht Tømmeraas die animierte Titelfigur.

## Filmografie (Auswahl)
- 2008: Arkitektene (Kurzfilm)
- 2012: Stikk (Fernsehserie)
- 2015–2017: Skam (Fernsehserie)
- 2018: Null (Fernsehserie)
- 2018–2019: Semester (Fernsehserie)
- 2020–2023: Ragnarök (Fernsehserie)
- 2021: Ninjababy
- 2022: Nightmare – Manche Albträume enden nie (Marerittet)
- 2025: Sweetness